# Nope
Nope (prt: Nope; bra: Não! Não Olhe!) é um filme de terror e ficção científica americano escrito, dirigido e co-produzido por Jordan Peele sob sua companhia, a Monkeypaw Productions. É estrelado por Daniel Kaluuya, Keke Palmer e Steven Yeun. A trama segue moradores de uma cidade isolada que testemunham um evento misterioso e anormal. O filme foi lançado em 22 de Julho de 2022 pela Universal Studios nos Estados Unidos.

## Enredo
O filme abre com uma passagem bíblica de Naum 3.6: "Jogarei coisas abomináveis sobre você,  te tratarei com desprezo e colarei a ti um espetáculo".

"Placa 626" de Eadweard Muybridge, Animal Locomotion, "a primeira montagem de fotografias usadas para criar um filme"
O filme é dividido em cinco capítulos: "Ghost", "Clover", "Gordy", "Lucky" e "Jean Jacket"

Em 1998, durante as gravações de uma Sitcom chamada Gordy's Home, o ator animal chimpanzé titular fica assustado com o estouro de um balão e ataca as co-estrelas do seriado. O ator mirim, Richie "Jupe" Park, se esconde debaixo de uma mesa e testemunha ele massacrar uma das atrizes antes deles terem um breve cumprimento e o chimpanzé ser morto na sua frente.
Nos dias atuais, o proprietário do rancho de cavalos, Otis Haywood Sr treina seus animais para trabalharem em produções cinematográficas ao lado do seu filho Otis Junior "OJ". Um ancestral distante dos Haywood é dito ser o jóquei desconhecido na "Placa 626" de Eadweard Muybridge. Quando objetos aleatórios e metálicos caem do céu após ruídos estranhos entre as nuvens, Otis é atingido e levado as pressas por OJ para o hospital, mas ele acaba morrendo. OJ e sua irmã Esmerald "EM" herdam o rancho. Enquanto OJ planeja manter o legado da familia firme e forte, EM sonha em ter fama em Hollywood.
Seis meses após a morte de Otis, OJ e EM gravam com o renomado diretor de fotografia Antlers Holst, onde o cavalo deles age com violência com a equipe de produção. OJ se vê forçado a vender seus cavalos para um adulto Jupe, que atualmente está trabalhando no parque temático cowboy Jupiter's Claim, que ganha lucro em cima da tragédia Gordy's Home. Jupe deseja comprar o rancho dos irmãos, onde EM se mostra a favor. Naquela noite, OJ e EM experimentam uma oscilação elétrica antes de OJ presenciar um Objeto voador não identificado e o sumiço de seus cavalos. Buscando capturar imagens do OVNI, os irmãos contratam o assistente de uma loja de eletrônicos, Angel Torres, para instalar câmeras mirando para o céu.
Após EM roubar uma das estátuas de cavalo do Jupiter's Claim para chamar atenção da nave, uma  interferência elétrica e um Louva-a-deus obstruindo a vista de umas câmeras impedem eles de captarem a Abdução (ufologia) dos cavalos. Na manhã seguinte, Angel descobre que o OVNI deve estar escondido dentro de uma nuvem que permanece parada o tempo todo. Jupe se apresenta em seu parque para um público escasso pagante para verem ele usar um dos cavalos comprados dos Haywood para chamar a atenção do OVNI e gerar entretenimento. Porém, a nave espacial suga Jupe e  todas as pessoas presentes para seu interior. Depois que a nave causa uma chuva de sangue em cima da casa dos Haywood e lança a estátua de cavalo no para-brisa do carro deles, OJ deduz que o OVNI não é uma nave, mas uma criatura predatória que devora tudo que a olhe com atenção. Eles descobrem que ela só se alimenta de seres orgânicos e expele tudo que é inorgânico para fora.
Enquanto Jupe tentou domar a criatura, OJ afirma que a criatura é como um cavalo e que seu comportamento pode ser influenciado para que consiga ser fotografado ou filmado. Apelidando a fera de "Jean Jacket", um dos cavalos que Otis não conseguiu domar, os irmãos contratam Antlers para ajuda-los. Para contornar a interferência elétrica do OVNI, Antlers usa uma câmera de sua própria criação que funciona por manivela. Eles planejam usar Boneco de posto espalhados um campo para deduzir onde a criatura está. Porém,  um repórter da TMZ aparece e perde a energia da sua motocicleta elétrica assim que se aproxima de Jean Jacket, caindo. OJ tenta ajuda-lo, mas o repórter vê a criatura e tenta convencer ele a filmar o evento. O repórter é devorado e Antlers grava a corrida de OJ e Jean Jacket, porém ele se deixa ser morto por ela enquanto grava sua abdução.
O trio foge da raivosa criatura, onde destroí o galpão que EM estava monitorando as câmeras e ergue ela no ar momentaneamente. Angel escapa de ser devorado ao se amarrar em uma lona e arame farpado, revelando o verdadeiro visual da criatura sendo parecido com uma gigantesca Água-viva. EM e OJ entram em um embate para ver quem consegue domar Jean Jacket, onde EM vence. Ela vai de motocicleta para Jupiter's Claim e consegue registrar uma fotografia de uma câmera analógica de umas atrações do parque ao fazer a fera engolir um boneco inflável.  Após comer o balão, a criatura explode e morre com a chegada da polícia e de locais. EM, exausta, fica feliz ao ver OJ vivo na entrada do parque, onde a fotografia do alien surge se revelando na atração do brinquedo do parque.

## Elenco
- Daniel Kaluuya como OJ Haywood
- Keke Palmer como Emerald Haywood
- Steven Yeun como Ricky "Jupe" Park
- Brandon Perea como Angel Torres
- Michael Wincott como Antlers Holst
- Wrenn Schmidt como Amber Park
- Keith David como Otis Haywood Sr.
- Donna Mills como Bonnie Clayton
- Barbie Ferreira como Nessie
- Devon Graye como Ryder Muybridge
- Eddie Jemison como Buster
- Oz Perkins como Fynn Bachman
- Terry Notary como Gordy
- Andrew Patrick Ralston como Tom Rogan / Brett Houston
- Jennifer Lafleur como Phyllis Mayberry / Margaret Houston

## Produção

### Desenvolvimento
Em 1º de Outubro de 2019, a Universal Pictures anunciou uma parceria de produção exclusiva de cinco anos com a Monkeypaw Productions de Jordan Peele, com o objetivo de se concentrar na criação de "filmes de gênero originais e dirigidos por autores". Nope, então um projeto sem título, foi anunciado em 9 de Novembro de 2020, com Peele pronto para escrever, dirigir e produzir. Em Fevereiro de 2021, foi relatado que Keke Palmer e Daniel Kaluuya se juntaram ao elenco, enquanto Jesse Plemons recusou um papel em favor de estrelar Killers of the Flower Moon (2022). Peele escreveu o roteiro com Kaluuya em mente para o papel de OJ Haywood. Em Março, Steven Yeun foi adicionado ao elenco. As filmagens principais ocorreu em Santa Clarita, Califórnia, supostamente em Junho de 2021. A produção recebeu cerca de $ 8.364.000 em créditos fiscais para rodar o filme no estado da Califórnia. O projeto foi o primeiro a empregar estagiários (neste caso, seis) do California Below-the-Line Traineeship do Universal Filmed Entertainment Group para indivíduos que buscam carreiras por trás das câmeras. Nope foi filmado pelo diretor de fotografia Hoyte van Hoytema usando filme Kodak, incluindo filme de 65 mm no formato IMAX. Em 22 de Julho de 2021, Peele revelou o título do filme e compartilhou seu primeiro pôster de lançamento promocional, e outros elencos foram confirmados.

## Marketing

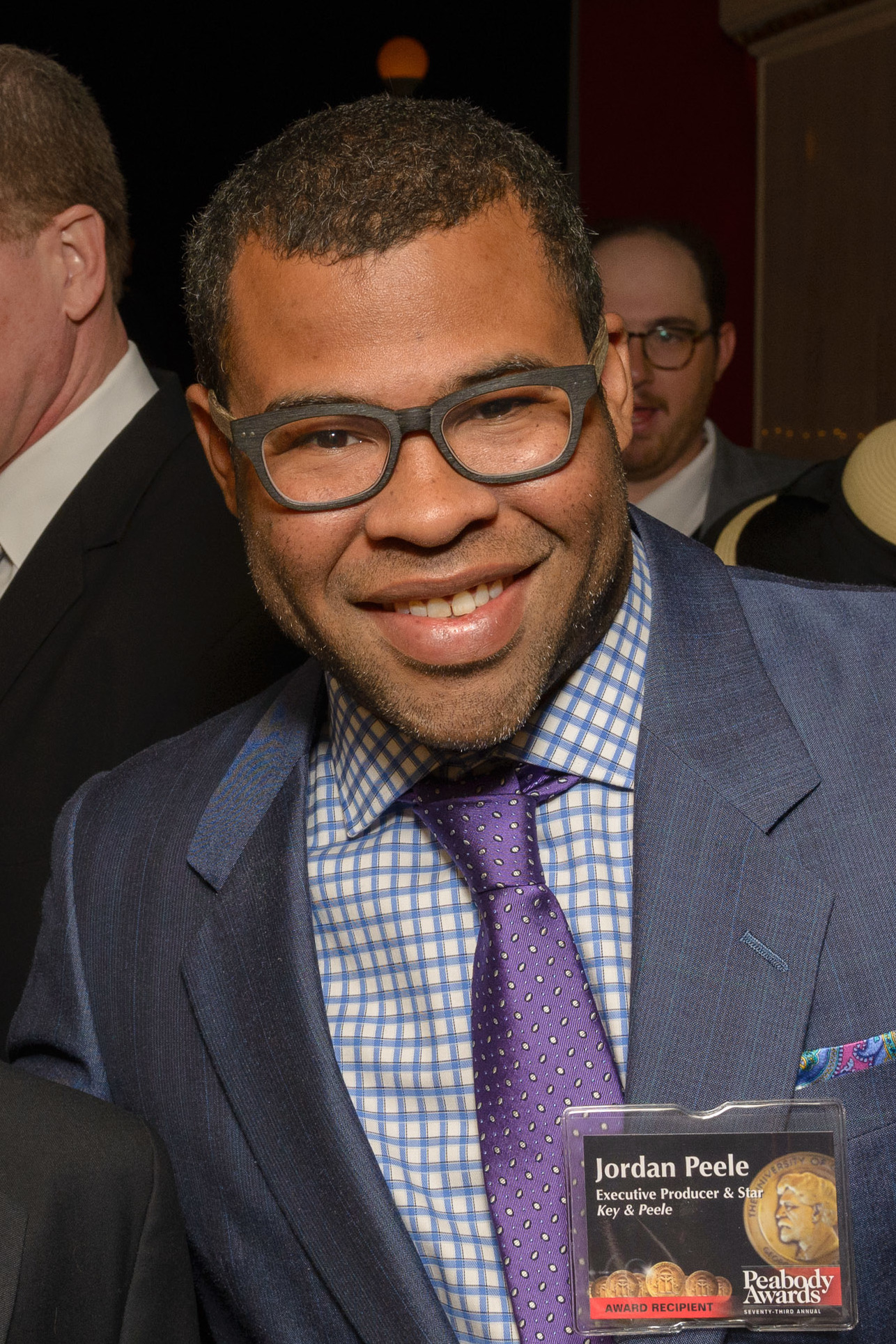
O Roteirista, Diretor e Produtor Jordan Peele

O lançamento de um pôster e um teaser aconteceram em Julho de 2021 e as primeiras imagens em Fevereiro de 2022 foram seguidos por um trailer em 13 de Fevereiro de 2022. O anúncio, apresentando a gravação de 1962 do Regal Theatre com "Fingertips" de Stevie Wonder, foi elogiado pela crítica por simultaneamente criar suspense e manter o enredo em segredo; alguns críticos começaram a especular que o filme seria sobre vida extraterrestre. Jeremy Mathai, do /Film, disse que "imediatamente incendiou a internet e enviou os fãs correndo atrás de respostas sobre se o principal antagonista do filme poderia realmente ser invasores alienígenas do espaço sideral ou se Peele tem outro truque na manga". Jordan Hoffman da Vanity Fair disse que gostou da escolha da música e incluiu uma cena estática com texto de rolagem, que ele comparou a uma cena semelhante no trailer de The Shining (1980), de Stanley Kubrick. Charles Pulliam-Moore, do The Verge, o chamou de "um dos raros filmes modernos com tanto hype em torno dele para torná-lo tão próximo de sua data de lançamento sem que o público saiba basicamente nada sobre isso." O trailer também foi transmitido durante o Super Bowl LVI, e ganhou 86 milhões de visualizações em sites de mídia social durante as 24 horas após sua exibição.
Um segundo pôster mostrando um cavalo flutuante foi lançado em 1º de Março de 2022. John Squires, do Bloody Disgusting, disse que era "totalmente possível que Nope não seja o filme que parece ser, com o marketing nos tirando do foco". que o novo visual não nos dá muitas pistas novas, estou feliz em ver novos conteúdos continuarem surgindo do nada". Em 16 de Abril, os playoffs da NBA promoveram o filme com um clipe estrelado pelo jogador da NBA Stephen Curry. Larry Fitzmaurice do BuzzFeed chamou de "terrivelmente engraçado". Em 27 de Abril, filmagens adicionais foram mostradas para cerca de 3.000 participantes da exibição no CinemaCon; Peele pediu aos participantes que fossem discretos e não revelassem nenhum detalhe sobre a história. Esta filmagem, retratando vários personagens dizendo uma variação da palavra "não", foi mais tarde exibida como um comercial de televisão de 30 segundos durante as finais da NBA, confirmando a existência de OVNIs no filme. Jeremy Methai de /Film chamou de "emocionante" e notou semelhanças com a filmografia de Steven Spielberg ao expressar sua crença de que "há algo muito mais acontecendo além da resposta extremamente fácil de extraterrestres aterrorizando nossos protagonistas indefesos". pôsteres foram lançados em 7 de Junho de 2022, com um featurette lançado no dia seguinte. O trailer final foi lançado em 9 de Junho de 2022, apresentando a versão de 1971 de The Temptations, "Ball of Confusion", de The Undisputed Truth. Os revisores notaram seu tom mais leve e disseram que ele fez um trabalho melhor ao explicar a premissa. Justin Carter, do Gizmodo, disse que era razoável acreditar que o trailer compartilhava muita informação, inadvertidamente roubando do público qualquer mistério potencial na história.

## Lançamento
O filme foi lançado nos cinemas dos Estados Unidos em 22 de Julho de 2022, pela Universal Pictures. A data de lançamento foi planejada pela primeira vez para Novembro de 2020. O Alamo Drafthouse Cinema sediou uma exibição especial do filme no Sunset Ranch Hollywood em 25 de Julho de 2022. O filme conseguiu, em sua primeira semana, uma bilheteria expressiva no país. No Brasil, o filme estreou nos cinemas em 25 de agosto, e ocupou o primeiro lugar na bilheteria do país em sua primeira semana de exibição.